# Navor
Navòr (starejša izraza vrtílni momènt in rotacíjski momènt) (oznaka M) je v fiziki količina, ki nastopa pri kroženju točkastega telesa in vrtenju togega telesa. Enaka je produktu sile in razdalje premice sile od osi.
Matematično je navor vektorska količina, ki se jo izračuna kot vektorski produkt med ročico r, to je krajevni vektor od izhodišča v osišču do prijemališča sile, in silo F:
{\displaystyle \mathbf {M} =\mathbf {r} \times \mathbf {F} \!\,,}
Velikost navora je:
{\displaystyle M=r'F_{t}=rF\sin \varphi \!\,,}
če je φ kot med ročico in silo.

## Izrek o vrtilni količini
Izrek o vrtilni količini povezuje vrtilno količino s komponento navora v smeri nepremične osi. Podobno, kot pri premem gibanju velja, da je sila odvod gibalne količine po času, velja tudi pri vrtenju, da je navor odvod vrtilne količine po času:
{\displaystyle \mathbf {M} ={\frac {\mathrm {d} \mathbf {\Gamma } }{\mathrm {d} t}}\!\,.}
Enota za navor je Nm.

## Merjenje navora
Navor se meri podobno kot silo, z deformacijo, npr. s tehtnico na polžasto vzmet ali s torzijsko tehtnico.

## Navor v avtomobilizmu
Pri avtomobilih je med tehničnimi podatki o vozilu pogosto podan podatek o navoru. Zgled je na primer navor 285 Nm pri 1.950 vrtljajih na minuto. Kaj to praktično pomeni in zakaj so podani še vrtljaji?
Navor 285 Nm pomeni, da bi en meter dolga ročica, pritrjena prečno na motorno gred, ustvarjala silo 285 N, kar približno ustreza teži mase 30 kg. V resnici so ročice na ojnici motorja približno dvajsetkrat manjše, sila pa dvajsetkrat večja. Takole na prste se lahko oceni, da eksplozija mešanice bencinskih ali dizelskih hlapov potisne bat v valju z enako silo, kot bi bila nanj obešena 600-kilogramska utež.
Za razliko od elektromotorjev, pri katerih je navor praktično neodvisen od frekvence, s katero se motor vrti - pri njih bi se prej opisan »poskus« z merjenjem sile na osi motorja lahko tudi res izvedel - pri motorjih z notranjim zgorevanjem ni tako, ampak obstaja neko optimalno območje vrtljajev, pri katerih je navor največji. Pri nižjih vrtljajih so eksplozije v valjih preveč poredke, čas, v katerem se motor vrti le zaradi vztrajnosti, pa predolg, pri višjih pa postane problem dovolj hitro odvajanje zgorelih plinov in dovajanje sveže mešanice (pri še višjih bi nastala omejitev mehanske trdnosti gibljivih kovinskih delov). Pri dizelskih motorjih - zgornji podatek je verjetno za enega teh - je optimalno območje pri nekoliko nižjih obratih kot pri bencinskih. Ker je skalarni produkt navora in kotne hitrosti moč motorja:
{\displaystyle P=\mathbf {M} \cdot \mathbf {\omega } \!\,,}
se lahko iz podane krivulje navora izračuna tudi krivuljo odvisnosti moči motorja od števila obratov.